# Жуковское сельское поселение (Белгородская область)
Жуковское сельское поселение — упразднённое сельское поселение в Алексеевском районе Белгородской области.
Административный центр — село Жуково.
Упразднено 19 апреля 2018 с преобразованием Алексеевского муниципального района в Алексеевский городской округ.

## География
Жуковское сельское поселение расположено в южной части Алексеевского района Белгородской области и граничит с шестью сельскими поселениями Алексеевского района — на западе с Хрещатовским, на севере с Кущинским, на северо-востоке с Гарбузовским, на востоке с Варваровским. На юге Жуковское сельское поселение граничит с Малакеевским и Ромаховским сельским территориями Вейделевского района.

## Население
| 2010 | 2011 | 2012 | 2013 | 2014 | 2015 | 2016 |
| ---- | ---- | ---- | ---- | ---- | ---- | ---- |
| 807  | ↘805 | ↘777 | ↘758 | ↘749 | ↘721 | ↘696 |
| 2017 | 2018 |      |      |      |      |      |
| ↘679 | ↘658 |      |      |      |      |      |

## Состав сельского поселения
| № | Населённый пункт | Тип населённого пункта       | Население |
| - | ---------------- | ---------------------------- | --------- |
| 1 | Бубликово        | село                         | ↘266      |
| 2 | Жуково           | село, административный центр | ↘327      |
| 3 | Рыбалкин         | хутор                        | ↘114      |
| 4 | Черепов          | хутор                        | ↘100      |

## Экономика
В поселении действует 4 инфраструктурных предприятия, выручка которых в 2010 году составила 17,6555 миллиона рублей.
- ЗАО «Новооскольская зерновая компания» — занимается производством зерновых культур, выращиванием сахарной свеклы, сои, кукурузы, подсолнечника[11].